# Tekemäjärvi
Tekemäjärvi är en sjö i Finland. Den ligger i kommunen Orimattila i den ekonomiska regionen  Lahtis ekonomiska region  och landskapet Päijänne-Tavastland, i den södra delen av landet, 80 km norr om huvudstaden Helsingfors. Tekemäjärvi ligger 83,7 meter över havet. Arean är 50,5 hektar och strandlinjen är 3,38 kilometer lång. Sjön  ingår i Borgå å huvudavrinningsområde.   I omgivningarna runt Tekemäjärvi växer i huvudsak blandskog.
I övrigt finns följande vid Tekemäjärvi:
- Valkeajärvi (en sjö)